# Rebecca Gilmore
Rebecca Gilmore (n. 13 iunie 1979, Sydney, Noul Wales de Sud, Australia) este o săritoare în apă ce a reprezentat Australia, medaliată olimpică. A participat la o ediție a Jocurilor Olimpice (2000) în care a câștigat o medalie de bronz.

## Participări
Lista de mai jos prezintă principalele competiții la care a participat Rebecca Gilmore de-a lungul carierei.
- diving at the 2000 Summer Olympics – women's synchronized 10 metre platform[*]